# أنتويب
أنتويب هو موقع ويب من نوع قاعدة بيانات حيوية وقاعدة بيانات على النت أنشئ في 2002، الموقع ملك براين فيشر، وهو متوفر باللغة الإنجليزية.

## وصلات خارجية
- الموقع الرسمي